# پارک وو جین
پارک وو جین (کره‌ای: 박우진؛ زادهٔ ۲ نوامبر ۱۹۹۹)، که بیشتر با نام ووجین (انگلیسی: Woojin) شناخته می‌شود، رپر، خواننده و ترانه‌سرای اهل کره جنوبی است. او در فصل دوم برنامهٔ شبکهٔ ام‌نت پرودوس ۱۰۱، در جایگاه ششم قرار گرفت، و به عنوان یکی از اعضای گروه پروژهٔ وانا وان قرار گرفت. او یکی از اعضای گروه پسرانهٔ ای‌بی‌سیکس است.